# Arthur Fenner

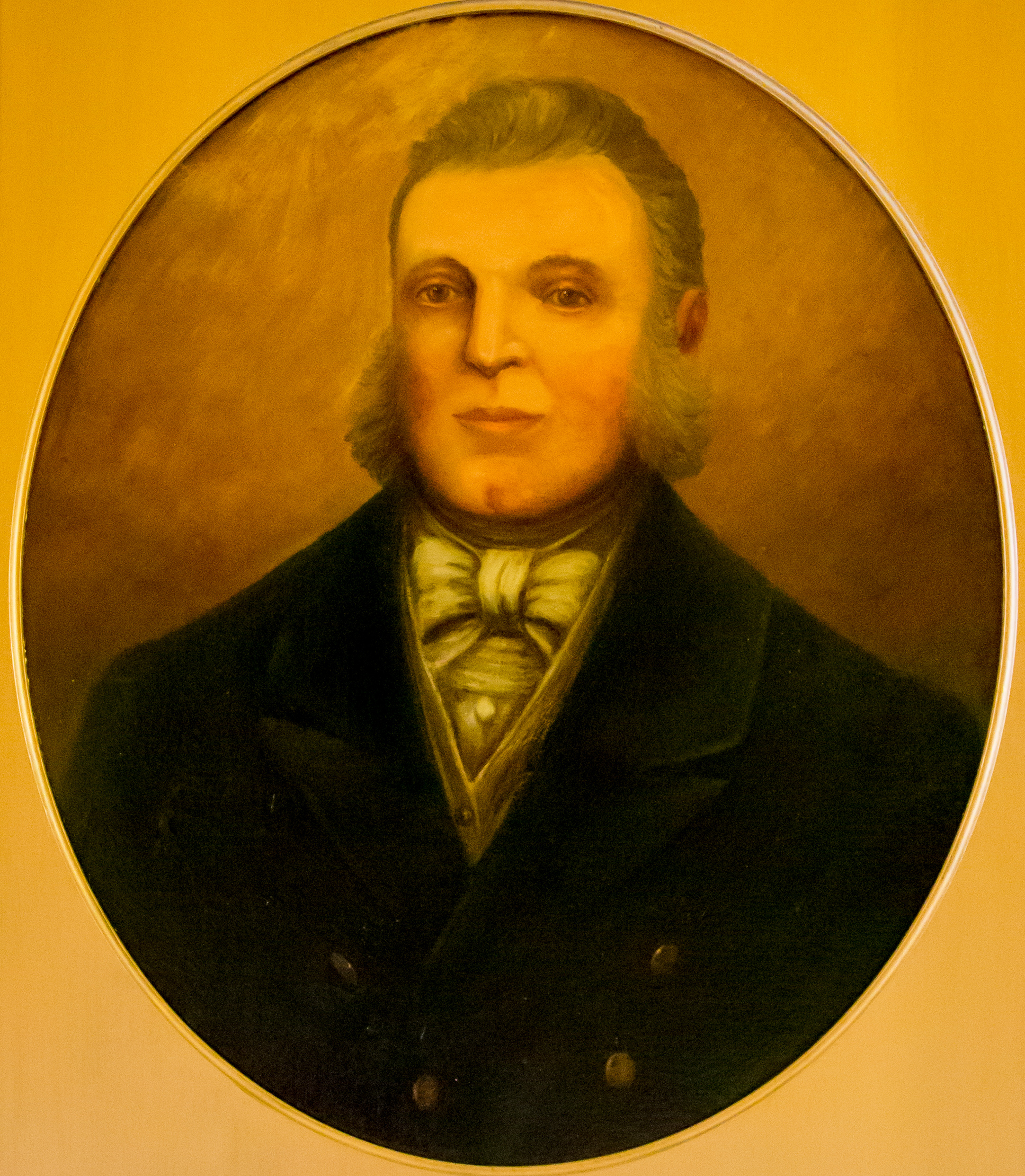
Arthur Fenner

Arthur Fenner, född 10 december 1745 i Providence i Kolonin Rhode Island och Providenceplantagen, död 15 oktober 1805, var guvernör i Rhode Island från 1790 till sin död 1805 och var en framstående ledare i det antifederalistiska Country Party. Omkring år 1764 anslöt sig Fenner till flera andra som skrev på för att grunda College in the English Colony of Rhode Island and Providence Plantations (Brown Universitys ursprungliga namn).

## Familj
Arthur Fenner var gift med Amey Comstock (född omkring 1749, avliden 5 september 1828 i sitt 80:e levnadsår), dotter till Gideon Comstock från Smithfield i Rhode Island. De hade barnen Arthur Junior, James (som också blev guvernör i Rhode Island), Joseph och Sally. De var baptister.

## Guvernör
Arthur Fenner var guvernör i Rhode Island när det blev den sista av de tretton ursprungliga av USA:s delstater som ratificerade konstitutionen den 29 maj 1790.
Striden om ratificeringen nådde sin höjdpunkt i mars 1790. Det försenade konventet om ratifikation hade till sist blivit sammankallat, vilket ledde till att den dåvarande guvernören John Collins förlorade mycket av sin popularitet. Viceguvernören Owen erbjöds av antifederalisterna att kandidera i det kommande guvernörsvalet, men han tackade nej. Rörelser i Providence och Newport bildade ett parti och föreslog Arthur Fenner som guvernörskandidat. Antifederalisterna vann och den 5 maj 1790 utnämndes Fenner till guvernör och Samuel J. Potter till viceguvernör.
Det fanns en så stark opposition mot att gå med i unionen att omröstningen försenades till sista veckan i maj. Vid omröstningen den 29 maj föll 34 röster för konstitutionen och 32 emot.
Fenner var populär och kom att tjänstgöra till sin död 1805.
Fenners son James lämnade sin plats i USA:s senat för att väljas till guvernör två år efter sin fars död. James Fenner tjänstgjorde från 1807 till 1811, från 1824 till 1831 och från 1843 till 1845.